# Lola González Ruiz
Dolores González Ruiz, más conocida como Lola González Ruiz, (León, 1946- Madrid, 27 de enero de 2015) fue una abogada española, superviviente de la Matanza de Atocha en 1977.

## Biografía
Dolores González nació en León en 1946, en una familia dedicada al comercio textil. Desde muy joven militó en el Frente de Liberación Popular, donde coincidió con Enrique Ruano, su pareja, asesinado en 1969 tras ser tirado por una ventana cuando la Brigada Político-social, que lo custodiaba, realizaba un registro en una vivienda. La versión oficial atribuyó la muerte de Ruano a un suicidio, pero la familia la calificó de asesinato. La opinión común hoy en día cree que fue asesinado, arrojado por la ventana por los agentes.
En la década de 1970 militó en el Partido Comunista de España y trabajó como abogada en el despacho de abogados laboralistas de la calle de Atocha, número 55, vinculado al PCE y al sindicato Comisiones Obreras, dirigido por Manuela Carmena, en el que también trabajaba su marido, Javier Sauquillo. El de Atocha, 55, era uno de los despachos colectivos vinculados a la izquierda que, en aquellos años de la Transición, se dedicaban a asesorar a los trabajadores y a los movimientos vecinales, como los que dirigían Paca Sauquillo y Cristina Almeida en Madrid.
El 24 de enero de 1977, un grupo de terroristas vinculados al partido ultraderechista Fuerza Nueva y el Sindicato Vertical de Transportes irrumpieron en el bufete, asesinaron a tres abogados, Javier Sauquillo, Luis Javier Benavides y Enrique Valdelvira Ibáñez, un administrativo, Ángel Rodríguez Leal, y un estudiante de Derecho, Serafín Holgado, e hirieron a Alejandro Ruiz-Huerta Carbonell, Miguel Sarabia Gil, Luis Ramos Pardo y Lola González, que sufrió secuelas durante años. Como reconoció en una entrevista, su vida estuvo marcada por la tragedia.
En 1987 concurrió a las elecciones al Parlamento Europeo en la lista de Izquierda Unida, aunque no fue elegida.
Murió en Madrid, el 27 de enero de 2015.

## Reconocimientos
- En abril de 2015 fue homenajeada en la Universidad Complutense de Madrid.[5]
- Las abogadas (2024) El personaje de Lola González fue protagonista de la serie de televisión Las abogadas (2024) junto a Paquita Sauquillo, Manuela Carmena y Cristina Almeida que recoge la historia de lucha durante su periodo como abogadas laboralistas durante la dictadura franquista en España.[7]